# Теорема Башалье
Теорема Башелье (Теорема о расстоянии между центрами вписанных и описанных окружностей многоугольника) - названа в честь французского математика Луи Башалье, утверждает, что для любого многоугольника, вписанного в окружность, и окружности, описанной вокруг этого многоугольника, расстояние между их центрами равно модулю разности радиусов этих окружностей. Впервые была предъявлена и доказана в 1901 году.

## Формулировка
Пусть дан многоугольник, вписанный в окружность радиуса {\displaystyle r_{1}} с центром {\displaystyle O_{1}}, и окружность радиуса {\displaystyle r_{2}} с центром {\displaystyle O_{2}}, описанная вокруг этого многоугольника. Тогда расстояние между центрами O1 и O2 равно модулю разности радиусов этих окружностей:
{\displaystyle O_{1}O_{2}=\left\vert r_{2}-r_{1}\right\vert }

## Доказательство
Пусть A — точка на стороне многоугольника, такая что O1A перпендикулярна этой стороне. Точка A также лежит на описанной окружности.
Рассмотрим треугольник {\displaystyle O_{1}AO_{2}}. Он прямоугольный, потому что угол между радиусом и касательной к окружности равен 90 градусов, и радиусы, проведенные к точке касания окружностей, перпендикулярны касательным.
По теореме Пифагора, расстояние между центрами вписанной и описанной окружностей равно:
{\displaystyle O_{1}O_{2}={\sqrt {O_{1}A^{2}-O_{2}A^{2}}}=\left\vert r_{2}-r_{1}\right\vert }